# BitchX
BitchXはオープンソースかつ自由ソフトウェアのIRCクライアントであり、ircIIベースのIRCクライアントの中で最も人気のあるものとされている。最初の実装はTrenchとHappyCrappyによって書かれたもので、IrcIIチャットクライアントのスクリプトであった。これはpanasync(Colten Edwards)によって独自のプログラムに変換された。BitchX 1.1 finalは2004年にリリースされた。これはC言語で書かれており、ncursesを利用したTUIアプリケーションとなった。また、GTK+ツールキットのサポートは廃止された。すべてのUnix系オペレーティングシステムで動作し、BSDライセンスで配布されている。当初はircII-EPICベースであったが、最終的にはEPIC IRCクライアントに統合された。IPv6、複数のサーバーとSSL、および非公式パッチによるUTF-8のサブセット(ISO-8859-1に含まれる文字)をサポートしている。
BitchXはUnix系システム向けの人気のIRCクライアントとして何度も注目されてきた。
最新の公式リリースはバージョン1.2である。
BitchXはまだUnicodeをサポートしていない。

## セキュリティ
BitchXの初期バージョンは、特別に細工された文字列を特定のIRCコマンドの引数として渡すことでクラッシュを引き起こすことができ、DoS攻撃に対して脆弱であることが知られていた。これは、書式文字列攻撃が脆弱性の1つとしてよく知られるようになる前のことである。
2004年にリリースされたBitchXの以前のバージョンには、リモートIRCサーバーがクライアントのマシン上で任意のコードを実行できるというセキュリティ上の問題があった(CVE-2007-3360, CVE-2007-4584)。
2009年4月26日、Slackwareは多数の未解決なセキュリティ問題を理由にBitchXをディストリビューションから削除した。
上記の脆弱性は1.2リリースで修正された。